# Al·la Kudriàvtseva
Al·la Kudriàvtseva (Moscou, Unió Soviètica, 3 de novembre de 1987) és una exjugadora de tennis professional russa.
En el seu palmarès hi ha un títol individual i nou més en dobles femenins, que li van permetre arribar a ocupar els llocs 56 i 15 dels respectius rànquings. En finalitzar la temporada 2021 va anunciar la seva retirada esportiva.

## Palmarès

### Individual: 2 (1−1)
| Llegenda                                  |
| ----------------------------------------- |
| Grand Slam (0−0)                          |
| WTA Tour Championships / WTA Finals (0−0) |
| Premier Mandatory (0−0)                   |
| Premier 5 (0−0)                           |
| Premier (0−0)                             |
| International (1−1)                       |

| Títols per superfície |
| --------------------- |
| Dura (1−1)            |
| Gespa (0−0)           |
| Terra batuda (0−0)    |

| Resultat   | Núm. | Data                   | Torneig              | Superfície | Oponent        | Marcador |
| ---------- | ---- | ---------------------- | -------------------- | ---------- | -------------- | -------- |
| Finalista  | 1.   | 19 de setembre de 2010 | Canton, Xina         | Dura       | Jarmila Groth  | 1−6, 4−6 |
| Guanyadora | 1.   | 26 de setembre de 2010 | Taixkent, Uzbekistan | Dura       | Ielena Vesninà | 6−4, 6−4 |

### Dobles femenins: 20 (9−11)
| Abans de 2009                | Després de 2009         |
| ---------------------------- | ----------------------- |
| Grand Slam (0−0)             |                         |
| WTA Tour Championships (0−0) |                         |
| Tier I (0−0)                 | Premier Mandatory (0−1) |
| Tier II (0−0)                | Premier 5 (0−0)         |
| Tier III (1−1)               | Premier (3−3)           |
| Tier IV i V (0−1)            | International (5−5)     |

| Títols per superfície |
| --------------------- |
| Dura (5−7)            |
| Gespa (2−1)           |
| Terra batuda (1−2)    |
| Moqueta (1−1)         |

| Resultat   | Núm. | Data                   | Torneig                         | Superfície   | Parella                   | Oponents                               | Marcador            |
| ---------- | ---- | ---------------------- | ------------------------------- | ------------ | ------------------------- | -------------------------------------- | ------------------- |
| Finalista  | 1.   | 12 de febrer de 2007   | Bangalore, Índia                | Dura         | Hsieh Su-wei              | Chan Yung-jan Chuang Chia-jung         | 7−6(4), 2−6, [9−11] |
| Guanyadora | 1.   | 17 de setembre de 2007 | Calcuta, Índia                  | Dura         | Vania King                | Alberta Brianti Maria Korítseva        | 6−1, 6−4            |
| Finalista  | 2.   | 7 de juliol de 2008    | Palerm, Itàlia                  | Terra batuda | Anastassia Pavliutxénkova | Sara Errani N. Llagostera Vives        | 6−2, 6−7(1), [4−10] |
| Finalista  | 3.   | 11 d'octubre de 2009   | Pequín, Xina                    | Dura         | Iekaterina Makàrova       | Hsieh Su-wei Peng Shuai                | 3−6, 1−6            |
| Finalista  | 4.   | 22 de maig de 2010     | Estrasburg, França              | Terra batuda | Anastassia Rodiónova      | Alizé Cornet Vania King                | 6−3, 4−6, [7−10]    |
| Guanyadora | 2.   | 19 de juny de 2010     | 's-Hertogenbosch, Països Baixos | Gespa        | Anastassia Rodiónova      | Vania King Iaroslava Xvédova           | 3−6, 6−3, [10−8]    |
| Guanyadora | 3.   | 20 de febrer de 2011   | Memphis, Estats Units           | Dura (i)     | Olga Govortsova           | Andrea Hlaváčková Lucie Hradecká       | 6−3, 4−6, [10−8]    |
| Guanyadora | 4.   | 12 de maig de 2011     | Birmingham, Regne Unit          | Gespa        | Olga Govortsova           | Sara Errani Roberta Vinci              | 1−6, 6−1, [10−5]    |
| Finalista  | 5.   | 31 de juliol de 2011   | Washington DC, Estats Units     | Dura         | Olga Govortsova           | Sania Mirza Iaroslava Xvédova          | 3−6, 3−6            |
| Guanyadora | 5.   | 15 de setembre de 2013 | Quebec, Canadà                  | Moqueta (i)  | Anastassia Rodiónova      | Andrea Hlaváčková Lucie Hradecká       | 6−4, 6−3            |
| Finalista  | 6.   | 20 d'octubre de 2013   | Moscou, Rússia                  | Dura (i)     | Anastassia Rodiónova      | Svetlana Kuznetsova Samantha Stosur    | 1−6, 6−1, [8−10]    |
| Guanyadora | 6.   | 5 de gener de 2014     | Brisbane, Austràlia             | Dura         | Anastassia Rodiónova      | Kristina Mladenovic Galina Voskobóieva | 6−3, 6−1            |
| Finalista  | 7.   | 2 de febrer de 2014    | Pattaya, Tailàndia              | Dura         | Anastassia Rodiónova      | Peng Shuai Zhang Shuai                 | 6−3, 6−7(5), [6−10] |
| Guanyadora | 7.   | 22 de febrer de 2014   | Dubai, Emirats Àrabs Units      | Dura         | Anastassia Rodiónova      | Raquel Kops-Jones Abigail Spears       | 6−2, 5−7, [10−8]    |
| Guanyadora | 8.   | 12 d'octubre de 2014   | Tientsin, Xina                  | Dura         | Anastassia Rodiónova      | Sorana Cîrstea Andreja Klepač          | 6−7(6), 6−2, [10−8] |
| Finalista  | 8.   | de juny de 2014        | Eastbourne, Regne Unit          | Gespa        | Vania King                | Karolína Plísková Barbora Strýcová     | 3−6, 6−7(1)         |
| Finalista  | 9.   | de juny de 2016        | Quebec                          | Moqueta (i)  | Alexandra Panova          | Andrea Hlaváčková Lucie Hradecká       | 6−7(2), 6−7(2)      |
| Finalista  | 10.  | de juliol de 2017      | Nanchang, Xina                  | Dura         | Anastassia Rodiónova      | Jiang Xinyu Tang Qianhui               | 3−6, 2−6            |
| Finalista  | 11.  | de febrer de 2018      | Sant Petersburg, Rússia         | Dura (i)     | Katarina Srebotnik        | Timea Bacsinszky Vera Zvonariova       | 6−2, 1−6, [3−10]    |
| Guanyadora | 19.  | d'abril de 2018        | Charleston, Estats Units        | Terra batuda | Katarina Srebotnik        | Andreja Klepač M.J. Martínez Sánchez   | 6−3, 6−3            |

## Trajectòria

### Individual
| Open d'Austràlia | A   | Q1  | 2R   | 1R    | 1R    | 2R    | 1R    | 1R  | Q1  | 2R   | 1R  | Q1  | A   | 0 / 8    | 3 – 8    |
| Roland Garros | A   | Q1  | 3R   | 1R    | 2R    | 1R    | 1R    | Q1  | Q3  | Q1   | Q1  | Q1  | Q1  | 0 / 5    | 3 – 5    |
| Wimbledon | A   | Q1  | 1R   | 4R    | 1R    | 2R    | 1R    | Q1  | Q2  | 1R   | Q1  | Q1  | Q2  | 0 / 6    | 4 – 6    |
| US Open | A   | Q1  | 1R   | 1R    | 1R    | 1R    | 3R    | 1R  | Q1  | 2R   | Q3  | Q1  | Q2  | 0 / 7    | 3 – 7    |
| Total Victòries–Derrotes | 0−0 | 1−2 | 7−14 | 12−18 | 12−21 | 18−21 | 14−23 | 2−6 | 5−6 | 8−15 | 2−8 | 5−4 | 0−2 | 86 – 140 | 86 – 140 |
| Rànquing a final d'any | 216 | 138 | 90   | 71    | 90    | 61    | 104   | 208 | 176 | 98   | 170 | 138 | 351 |          |          |
| Llegenda: G: Guanyadora; F: Finalista; SF: Semifinalista; QF: Quarts de final; Q: Qualificació; A: Absent; RR: Round Robin; |     |     |      |       |       |       |       |     |     |      |     |     |     |          |          |

### Dobles femenins
| Torneig | 2005 | 2006 | 2007 | 2008  | 2009  | 2010  | 2011  | 2012 | 2013  | 2014  | 2015  | 2016  | 2017 | 2018 | 2019 | 2020 | 2021 | Títols    | V – D     |
| --- | ---- | ---- | ---- | ----- | ----- | ----- | ----- | ---- | ----- | ----- | ----- | ----- | ---- | ---- | ---- | ---- | ---- | --------- | --------- |
| Open d'Austràlia | A    | A    | 2R   | 2R    | 2R    | 2R    | 3R    | QF   | 1R    | 1R    | 3R    | QF    | A    | 2R   | A    | A    | A    | 0 / 11    | 15 – 11   |
| Roland Garros | A    | A    | 2R   | 1R    | 1R    | 3R    | 2R    | 1R   | 3R    | 1R    | 2R    | 1R    | 2R   | 1R   | A    | A    | A    | 0 / 12    | 8 – 12    |
| Wimbledon | A    | A    | 1R   | 3R    | 3R    | 3R    | 2R    | 1R   | 1R    | QF    | 3R    | 2R    | 1R   | 1R   | A    | NC   | A    | 0 / 12    | 13 – 12   |
| US Open | A    | A    | 1R   | 1R    | 3R    | 2R    | 3R    | 1R   | 2R    | 3R    | QF    | 3R    | 2R   | A    | A    | 2R   | A    | 0 / 12    | 15 – 12   |
| WTA Finals | A    | A    | A    | A     | A     | A     | A     | A    | A     | SF    | A     | A     | A    | A    | A    | A    | A    | 0 / 1     | 1 – 1     |
| Total Victòries–Derrotes | 0−1  | 4−6  | 8−11 | 16−18 | 18−22 | 24−23 | 23−22 | 9−17 | 24−18 | 38−20 | 28−19 | 24−14 | 9−12 | 12−7 | 0−0  | 2−6  | 2−7  | 241 – 232 | 241 – 232 |
| Rànquing a final d'any | 210  | 115  | 56   | 49    | 33    | 41    | 39    | 73   | 31    | 18    | 29    | 25    | 71   | 54   | –    | 341  | –    |           |           |
| Llegenda: G: Guanyadora; F: Finalista; SF: Semifinalista; QF: Quarts de final; Q: Qualificació; A: Absent; RR: Round Robin; |      |      |      |       |       |       |       |      |       |       |       |       |      |      |      |      |      |           |           |

### Dobles mixts
| Open d'Austràlia | A  | A  | A  | A | A  | 1R | 2R | A  | A  | 0 / 2 | 1 – 2 |
| Roland Garros | A  | 1R | 1R | A | 1R | 1R | 2R | 1R | 2R | 0 / 7 | 2 – 7 |
| Wimbledon | 1R | 2R | QF | A | 1R | 1R | QF | 1R | A  | 0 / 7 | 7 – 7 |
| US Open | A  | A  | A  | A | 2R | 2R | 2R | A  | A  | 0 / 3 | 3 – 3 |
| Llegenda: G: Guanyadora; F: Finalista; SF: Semifinalista; QF: Quarts de final; Q: Qualificació; A: Absent; RR: Round Robin; |    |    |    |   |    |    |    |    |    |       |       |